# هوهوخان
هوهوخان نام یک شخصیت کارتونی و شخصیت اصلی مجموعهٔ کارتونی هوهوخان، باد مهربان است. هوهوخان در واقع نام باد مهربانی است که به کمک بچه‌ها می‌رود و در حل مشکلاتشان کمک می‌کند. این باد سریع، قوی و مهربان است.
هوهوخان با هوهو کردن و حرکت دادن پنجره‌ها، کاری که اغلب انجام آن توسط باد باعث ایجاد ترس آنان می‌شود، به بچه‌ها برای غلبه بر شخصیت منفی داستان کمک می‌کند.
هوهوخان در تیتراژ انیمیشن خود را این گونه معرفی می‌کند:
شادم و هوهوهو می‌کنم
زمین رو جارو می‌کنم
به هر طرف سر می‌کشم
گربه میشم پنجه هامو
به شیشه و در می‌کشم
ابرا میشن مسافرم
اونا رو با خود می‌برم
هوهو و هاها می‌کنم
نگاه به هر جا می‌کنم
هر کسی که کمک بخواد
میره جلو آقای باد